# Ladislav Pinkas
Ladislav Pinkas (11. září 1863 Vaux de Cernay – 28. února 1936 Praha) byl český právník, finančník a šermíř, propagátor česko-francouzských vztahů. Od mládí se věnoval šermu; roku 1886 vstoupil do nově zřizovaného Českého šermířského klubu, několikrát byl jeho předsedou a patřil k nejvýznamnějším členům tohoto českého klubu. Roku 1895 byl zvolen poslancem českého zemského sněmu za mladočeskou stranu. Pracoval jako advokát, po roce 1911 rovněž jako předseda správní rady Ústřední rady českých spořitelen a Odkolkových mlýnů. Předsedal české Alliance française. Překládal z němčiny a francouzštiny, psal fejetony do Národních listů.

## Život
Narodil se 11. září 1863 ve Francii ve Vaux de Cernay jako vnuk politika Adolfa Marii Pinkase a syn malíře Soběslava Pinkase a jeho francouzské manželky Adrieny roz. Denoncin. Studoval na právnické fakultě v Praze a Svobodné škole politických věd v Paříži.
Od mládí se věnoval šermu. Roku 1886 vstoupil do nově zřizovaného Českého šermířského klubu a pod vedením jeho spoluzakládajícího člena, ředitele Královské české zemské stavovské šermírny a zemského mistra šermu Gustava Hergsella se 29. dubna téhož roku účastnil první české šermířské akademie. Několikrát se stal předsedou českého klubu a patřil k významným postavám českého šermu před rokem 1900. Šerm považoval nejen za sport, ale i projev rytířského smýšlení; záleželo mu na estetické stránce. Prosazoval francouzskou školu proti italské.
Od roku 1895 zasedal jako mladočeský poslanec v českém zemském sněmu a byl členem stranického výboru. I zde se projevil jako šermíř. Když 21. ledna 1898 pronesl německý poslanec Karl Hermann Wolf ve sněmovně údajný urážlivý výrok proti Čechům, vyzval ho Pinkas na souboj. K tomu ale nedošlo — čestná rada zástupců obou stran došla k závěru, že Pinkas nemá právo vyzývat protivníka, protože je jen řadovým poslancem, nikoliv uznaným představitelem českého národa. Wolf se vyslovil, že trvá na svých názorech, ale že je připraven omluvit se za případné urážky respektovanému vůdci českých poslanců, který se ničeho podobného nedopustil. Tím aféra skončila.
Od roku 1911 byl členem správní rady Ústřední banky českých spořitelen, později se stal jejím dlouholetým předsedou. Byl rovněž zvolen do čela české Alliance française.
V roce 1913 vyvolal kontroverzi kvůli svým finančním záležitostem. Deník České slovo (spojovaný s národními socialisty) kritizoval tři jeho nedávné finanční transakce; na jeho obranu naopak vystoupily Národní listy. Jednalo se o tyto operace:
- Stal se předsedou správní rady akciové společnosti Odkolek, která krátce předtím vznikla z rodinného podniku; který od roku 1897 do roku 1912 vlastnila jeho manželka Zdeňka Pinkasová (rozená Odkolková) a pražský soukromník Vincenc Götzl (manžel Zdenčiny sestry Ludmily a bratr Viléma Götzla, předsedy Pražské úvěrní banky).[11] Podle Národních listů šlo o běžnou obchodní transakci, která neměla nic společného s jeho veřejnou a politickou činností.[12]

Akcionování staré pražské firmy Fr. Odkolek a založení nové velkopekárny a vlastního mlýna ve Vysočanech vyvolalo velké rozhořčení zejména u drobných pražských pekařů, kteří nebyli na zavedení pekařské velkovýroby připraveni. Většina jich byla organizována v zemské Jednotě společenstev pekařů s českou jednací řečí v království Českém a po založení akciové velkopekárny Odkolek vydala pekařská Jednota spoustu letáků, sepsala rezoluci a na veřejnou schůzí ve velkém sále na Žofíně pozvala i samotného Pinkase. Schůze měla velmi bouřlivý průběh.
...Dr. Pinkas pokračuje: Když se zmínění páni shodli s Anglobankou a Pražskou úvěrní bankou a s majiteli firmy o akcionování, jak jsem se měl zachovat? Osud staré české firmy Odkolkovy nebyl mi lhostejný. Šel jsem do podniku a pomocí Úvěrní banky jsem docílil, že právě český kapitál je značně zastoupen a je také ve správní radě česká většina: pp. Ryšánek, starosta Němec, V. Götzl, řed. Pohl a já jako předseda. (Hluk, pro který opětně není slyšeti.) Dr. Pinkas pokračuje: Také není pravda, že kapitálem jsem se nesúčastnil. (Hluk.) ... Kolem dra. Pinkase shlukuje se část účastníků a po prudké gestikulaci snaží se jej ukřičeti. ... Zatím dr. Pinkas vystupuje na pódium a pokračuje: Že mluvím co je pravda, dokazuje i protokol o ustavující valné hromadě. Dle něho v rukou Pražské úvěrní banky je 87 hlasů, Anglobanky také 87 hlasů, 4 hlasy jsou v mých, 4 v p. Gotzlových, a, 2 mají pp. Schück, Katz a Langendorf, a z toho nejlépe vidíte, že co se sdělovalo, spočívá na falešných informacích. Připočtete-li apport mé ženy a p. Götzla, je českých hlasů 107 proti 93 německým a z toho vidíte, že starý český závod zůstal takto v českých rukách. (Opětovný hluk. Výkřiky: Nechceme nic slyšet!) Kdyby fa. Odkolkova na stávající kombinaci nebyla vešla, byl by povstal týž podnik za součinnosti velké vídeňské fy...
Národní listy, 8.5.1912, s. 5-6
- Prodal městu dům čp. 515-III na Malé Straně (Pinkasův palác). Podle Národních listů byl pouze čtvrtinovým spoluvlastníkem, městská rada budovu odkoupila na vlastní žádost kvůli regulaci daného území, cena odpovídala místnímu průměru a dům byl rodinným sídlem po více než sto let, tudíž Pinkas neměl velkou ochotu se jej zbavovat.[12]
- Nechal si jako advokát vyplatit 60 tisíc zlatých za sekvestraci[p 2] Svatováclavského bratrstva, čímž poškodil jeho chudé členy; Národní listy argumentovaly, že odměna byla v poloviční výši a byla stanovena soudem.[12]

Před vznikem ČSR byl rovněž přísedícím českého zemského výboru a finančním referentem země České. Ve třicátých letech byl uznávaný pro svou činnost v politické, finanční i šermířské oblasti.
Zemřel 28. února 1936 ráno v Praze. Pohřben byl v Sázavě do rodinného hrobu za účasti představitelů Odkolkových mlýnů, Ústřední banky českých spořitelen a česko-francouzských spolků.

## Dílo
Pinkas byl literárně činný jako překladatel z francouzštiny a fejetonista Národních listů. Knižně vyšly jeho překlady:
- Emile Erckmann a Alexandre Chatrian: Staří vojáci (1886)
- Gustav Hergsell: O šermu šavlí (1888)